# Delftse studentenstaking
De Delftse studentenstaking vond plaats op maandag 25 november en dinsdag 26 november 1940. Dit was de eerste staking bij wijze van verzet tegen de Jodenvervolging in Nederland, en mogelijk de eerste in Europa.

## Achtergrond

### Oorzaken
Op zaterdag 23 november 1940 wilden Delftse studenten massaal een college van de Joodse hoogleraar Josephus Jitta bijwonen, omdat vrijdag de aankondiging was doorgekomen dat Joodse overheidsfunctionarissen en onder hen hoogleraren in opdracht van de Duitsers en zodoende wederrechtelijk ontslagen zouden worden. Het college was echter geschorst. Daarop besloten de studenten de volgende maandag en dinsdag te staken.
Met de staking toonden de studenten van de Technische Hogeschool hun ongenoegen over het feit dat alle Joden in overheidsdienst geschorst werden. Deze schorsing had in Delft betrekking op de hoogleraren Hein Israël Waterman, Josephus Jitta en Van Dantzig, privaatdocente Biegel en assistent Schulz.
Directe aanleiding voor de staking was de geïmproviseerde toespraak van de 27-jarige Frans van Hasselt op zaterdag 23 november 1940. Van Hasselt, voorzitter van de studievereniging Practische Studie en student weg- en waterbouwkunde, uitte op de trappen van het toenmalige faculteitsgebouw zijn ongenoegen en verdriet over de schorsing. De studenten waren die ochtend massaal naar het naar verwachting laatste college van Josephus Jitta gekomen. Bij de collegezaal aangekomen vonden ze alleen een briefje dat het college geen doorgang kon vinden. Na de toespraak besloten de studenten gezamenlijk om de volgende maandag een collegestaking te houden.

### Gevolgen
De marechaussee werd naar Delft gestuurd, maar die trof alleen uitgestorven gebouwen aan. Een dag later volgde in Leiden een vergelijkbare staking. Enkele dagen na de staking werd Frans van Hasselt opgepakt door de Duitsers. Hij werd overgebracht naar het concentratiekamp Buchenwald, waar hij op 10 september 1942 overleed.